# Gregor Haloander
Gregor Haloander (* 1501 in Zwickau als Gregor Meltzer; † 7. September 1531 in oder bei Venedig, Italien) war ein deutscher Jurist des beginnenden 16. Jahrhunderts.
Haloander studierte ab 1521 an der Universität Leipzig, widmete sich in den Jahren der Bauernkriege 1524/25 den Studien in Zeitz und ging Ende 1525 nach Italien, wo er die Schriften zum Corpus Juris Justinians studierte.
Noch 1527 kehrte er nach Deutschland zurück und betreute die Drucklegung der von ihm hergestellten Rezension des Digestentextes (littera Haloandrina), die unter dem Titel „Digestorum seu Pandectarum libri quinquaginta“ 1529 in Nürnberg in drei Bänden erschien. Haloander zog 1531 mit Zustimmung des ihn finanziell unterstützenden Rats der Stadt Nürnberg und mit Zustimmung des Rats der Stadt Zwickau, der er Rechenschaft schuldete, nach Venedig, Ferrara und Bologna und stirbt aufgrund ärztlichen Kunstfehlers am 7. September 1531 in Venedig.
Das Verdienst Haloanders ist die Verbreitung römisch-rechtlicher Texte in Deutschland. Insbesondere in der Quellenkritik machte sich Haloander einen Namen, indem er die Bedeutung des Ursprungstextes der Pandekten, des Codex Florentinus (sog. „Littera Florentina“) zur Geltung brachte, den er selbst allerdings nur aus unzuverlässigen Abschriften kannte.
Haloanders ebenfalls 1529 in Nürnberg erschienene Rezension der „Institutionen“ Justinians wurde nach seinem Tode im deutschen Gebiet rezipiert. Die justinianischen Novellen wurden von Haloander in seiner Edition von 1531 jedoch nur unvollständig bearbeitet. Diese Arbeit blieb schließlich Heinrich Scrimger (1506–1572) vorbehalten. 
Haloanders Quelleneditionen führten allerdings auch dazu, dass die von ihm angestrebte Konsolidierung der Textgrundlage des gesamten Corpus Juris Civilis vorläufig nicht erreicht wurde. Dies geschah erst durch die seit 1583 erscheinenden Ausgaben von Dionysius Gothofredus.

## Werke

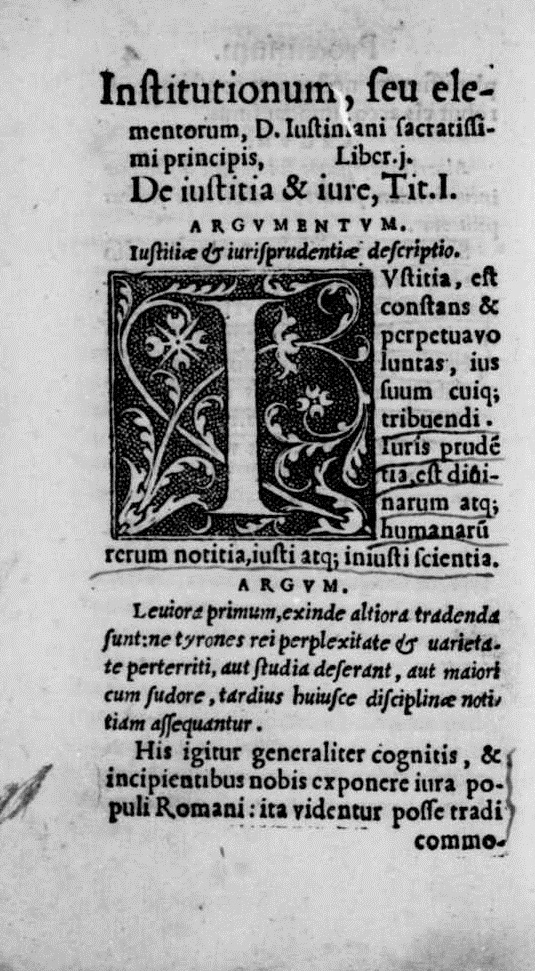
Corpus Iuris civilis, 1540

- Digestorum seu Pandectarum libri quinquaginta..., editio Norembergae per Gregorium Haloandrum, Nürnberg 1529.
- Institutionum seu Elementorum D. Justiniani... libri quattuor, Nürnberg 1529.
  - Institutionum seu Elementorum D. Justiniani. Charlotte Guillard, Paris 1540 (italienisch, beic.it).
- Codicis Dn. Iustiniani... ex repetita praelectione libri XII à Gregorio Haloandro... purgati recognitique, Nürnberg 1530.
- Novellarum constitutionum Dn. Iustiniani principis, quae exstant, et ut exstant, volumen, Gregorio Haloandro interprete, Nürnberg 1531.